# Исаков, Александр Семёнович
Александр Семёнович Исаков (1864—?) — крестьянин, депутат Государственной думы I созыва от Пермской губернии.

## Биография
Крестьянин. Уроженец села Некрасовское Грязновской волости Камышловского уезда Пермской губернии. Окончил народное училище. Служил три трёхлетия волостным учётчиком и одно трёхлетие церковным старостой. Хлебопашец, занимался мелкой торговлей. На момент выборов в Думу ни какой партии не принадлежал, политическая позиция определялась как «умеренный прогрессист».
15 апреля 1906 года избран в Государственную думу I созыва от общего состава выборщиков Пермского губернского избирательного собрания. Вошёл в состав группы Партии демократических реформ (4 депутата). Трудовики в своём издании «Работы Первой Государственной Думы» характеризуют политическую позицию Александра Исакова как «Б. пр.», что означает, что беспартийный Волков поселился на казённой квартире Ерогина, нанятой на государственные деньги для малоимущих депутатов, специально для их обработки в проправительственном духе, и оставался там до конца работы Думы.
Дальнейшая судьба и дата смерти неизвестны.